# Tramway à vapeur de Rueil à Marly-le-Roi
La société anonyme du Tramway à vapeur de Rueil à Marly-le-Roi (TVRMR) est une ancienne compagnie de transport en commun créée en 1874 pour construire et exploiter un tramway à vapeur entre ces deux villes du département des Hauts-de-Seine et de celui des Yvelines. Elle disparait en 1889, ses actifs étant repris par la Compagnie du tramway de Paris à Saint-Germain (PSG).

## La ligne
La ligne Rueil-Malmaison – Port-Marly – Marly-le-Roi, d'une longueur de 9 km, est mise en service le 14 avril 1878.

## Matériel roulant
Le matériel roulant comprend :
- des locomotives à vapeur :
  - no 1, de type 020T, livrée en 1877 par JF.Cail et Cie, prototype du système Francq,
  - no 2 et 3, de type 020T, livrées en 1876 par Corpet, (n° constructeur : 228 et 229), d'un poids à vide de 8 t,
  - no 4 et 5, de type 020T, livrées en 1877 par les Établissements Tilkin-Mention, à chaudière verticale,
  - no 6 à 9, de type 020T, livrées en 1877 par JF.Cail et Cie, de système Francq selon type 1 bis, d'un poids à vide de 8,7 t ;
- des voitures à voyageurs :
  - no AB1 à AB4, à 2 essieux, caisse fermée et plateformes ouvertes,
  - no ABx[2] 6 et ABx 7, à 2 essieux, caisse fermée, impériale et plateformes ouvertes,
  - no BBx 8 et BBx 10, à 2 essieux, caisse fermée, impériale et plateformes ouvertes,
  - et 6 autres voitures à 2 essieux, caisse ouverte et plateformes ouvertes ;
- des fourgons à bagages :
  - no Dp 101 et Dp 102, à 2 essieux, plateformes ouvertes.